# Кружна линија
Кружна линија (енгл. Circle line) је линија Лондонског метроа дуга 22,5 km. На линији се налази 27 станица, а годишње се њоме провезе скоро 68,5 милиона путника. Путања линије образује круг око центра Лондона северно од реке Темзе. На мапи је означена жутом бојом.

## Историја
Линија у данашњем облику настала је 1949. године, када је дизајнирана одвојено од Метрополитан и Дистрикт линија, чији је део била раније. Међутим, линија је још 1947. приказана на мапи метора, те се може сматрати виртуелном линијом: ни данас не постоји станица метроа која се налази искључиво на Кружној линији, а путању највећим делом дели са другим линијама.

## Линија данас
Као што назив сугерише, возови на Кружној линији непрестано праве круг око центра града. Да би се прошао један цео круг, тј. цела дужина линије, потребно је 49 минута. На линији се налази по седам композиција у оба смера, а временски интервал између два воза износи 7 минута.

## Станице
У смеру казаљке на сату:

- Падингтон
- Еџвер Роуд
- Бејкер Стрит
- Грејт Портланд Стрит
- Јустон Сквер
- Кингс Крос св. Панкрас
- Фарингдон
- Барбикан
- Мургејт
- Ливерпул Стрит
- Алдгејт
- Тауер Хил
- Монумент
- Канон Стрит
- Менжен Хаус
- Блекфрајарс
- Темпл
- Парк св. Џејмса
- Викторија
- Слоун Сквер
- Саут Кенсингтон
- Глостер Роуд
- Хај Стрит Кенсингтон
- Нотинг Хил Гејт
- Бејзвотер